# Stephan Letter
 (juin 2008).
Si vous disposez d'ouvrages ou d'articles de référence ou si vous connaissez des sites web de qualité traitant du thème abordé ici, merci de compléter l'article en donnant les références utiles à sa vérifiabilité et en les liant à la section « Notes et références ».
Stephan Letter est un tueur en série allemand né le 17 septembre 1978 à Herdecke. Il est connu pour être responsable des meurtres d'au moins 29 patients âgés tandis qu'il travaillait dans un hôpital en tant qu'infirmier à Sonthofen, Bavière. En décembre 2006, Stephan Letter a été jugé coupable pour 29 meurtres et a été condamné à l'emprisonnement à perpétuité.